# Muricea pendula
Muricea pendula is een zachte koraalsoort uit de familie Plexauridae. De koraalsoort komt uit het geslacht Muricea. Muricea pendula werd in 1868 voor het eerst wetenschappelijk beschreven door Verrill. 